# Amiata
Der Monte Amiata ist ein Berg vulkanischen Ursprungs in Italien.

## Geografie
Der Berg, früher auch unter den Namen Mons Tunii, Mons Tuniatus und Mons Ad Meata bekannt, umfasst ein Gebiet von 933,66 km2 und liegt rund 47 Kilometer nordöstlich von Grosseto und 55 Kilometer südöstlich von Siena, auf halbem Weg zwischen Florenz (100 Kilometer nördlich) und Rom (130 Kilometer südöstlich), und stellt mit 1738 m die höchste Erhebung der südlichen Toskana dar. Zweithöchste Erhebung im Berggebiet ist der Monte Labbro, die dritthöchste der Monte Civitella (1107 m), die beide zum Amiata gehören. Der Monte Civitella schließt die Anhöhe Monte Penna (1086 m) mit ein, der Monte Buceto liegt in unmittelbarer Nähe. Das Amiatagebiet ist umgeben von dem Val d’Orcia, Teilen des Chianatals, Teilen der Colline Metallifere und der oberen Maremma und bildet die Grenze zwischen den südtoskanischen Provinzen Grosseto und Siena. Auf dem Territorium liegen insgesamt elf Gemeinden, davon sieben auf dem Gebiet der Provinz Grosseto (Arcidosso, Castel del Piano, Castell’Azzara, Roccalbegna, Santa Fiora, Seggiano und Semproniano) und vier in der Provinz Siena (Abbadia San Salvatore, Castiglione d’Orcia, Piancastagnaio und Radicofani).
Die Gemeinden sind neben ihrer Zugehörigkeit zu den Provinzen noch in Comuni Montani organisiert. Die Unione dei Comuni Montani Amiata Grossetana enthält neben den sieben Gemeinden noch die von Cinigiano, die seneser Seite (Unione dei Comuni Amiata Val d’Orcia) ist mit den vier Gemeinden sowie drei (der fünf) Gemeinden des Val d’Orcia ausgestattet, wobei Pienza und Montalcino fehlen und Castiglione d’Orcia und Radicofani bereits dem Amiatagebiet zugehören.
Im Berggebiet entspringen die Flüsse bzw. Torrenti Ente, Fiora, Paglia und Vivo, wobei der Paglia nach Südosten fließt und in den Tiber gelangt, der Fiora direkt nach Südwesten dem Tyrrhenischen Meer zufließt und der Vivo über den Ente in nordwestlicher Richtung in den Orcia und dann über den Ombrone ins Tyrrhenische Meer gelangt (beide in unmittelbarer Nähe des Amiata).

## Geschichte

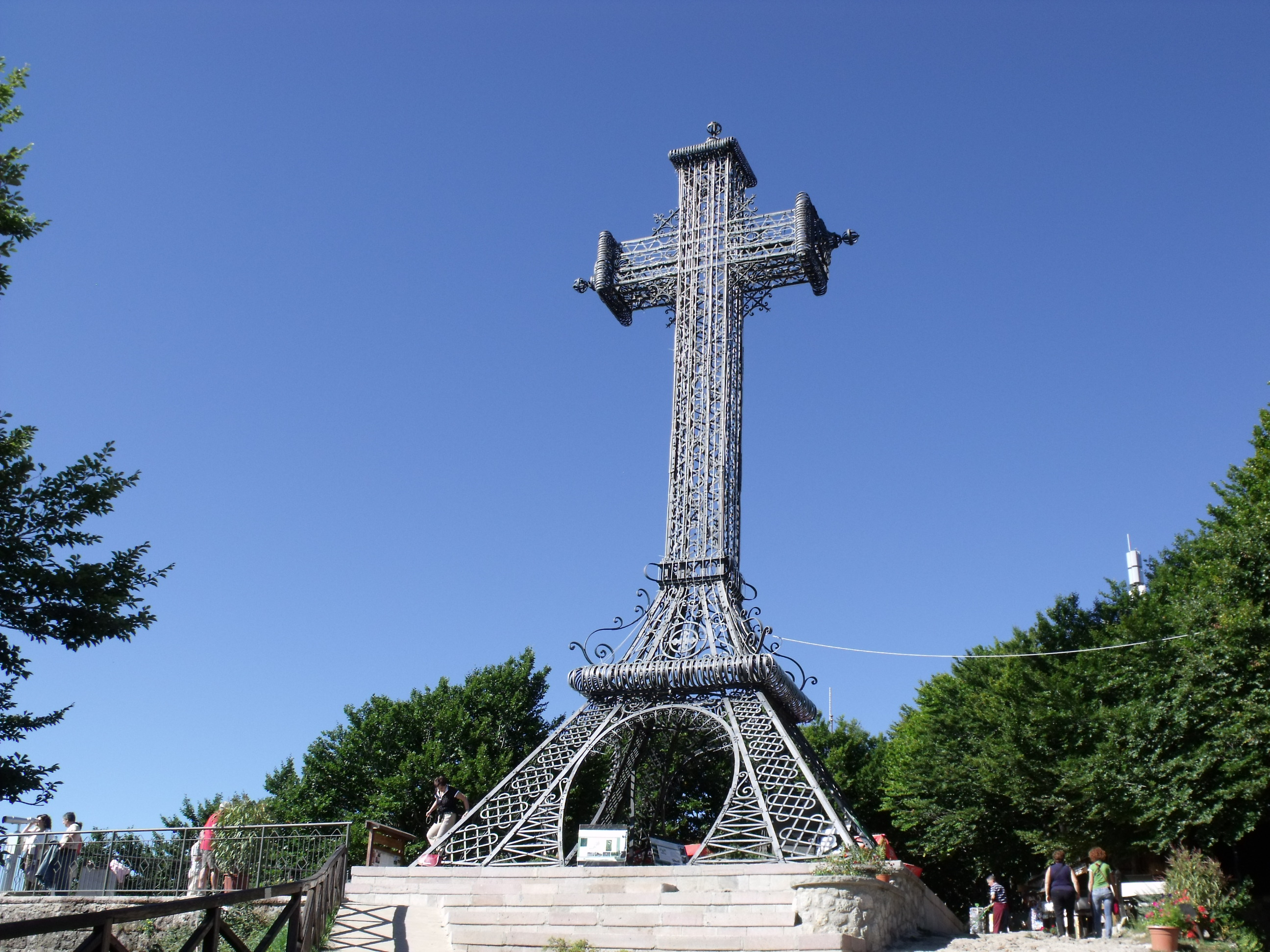
Gipfelkreuz

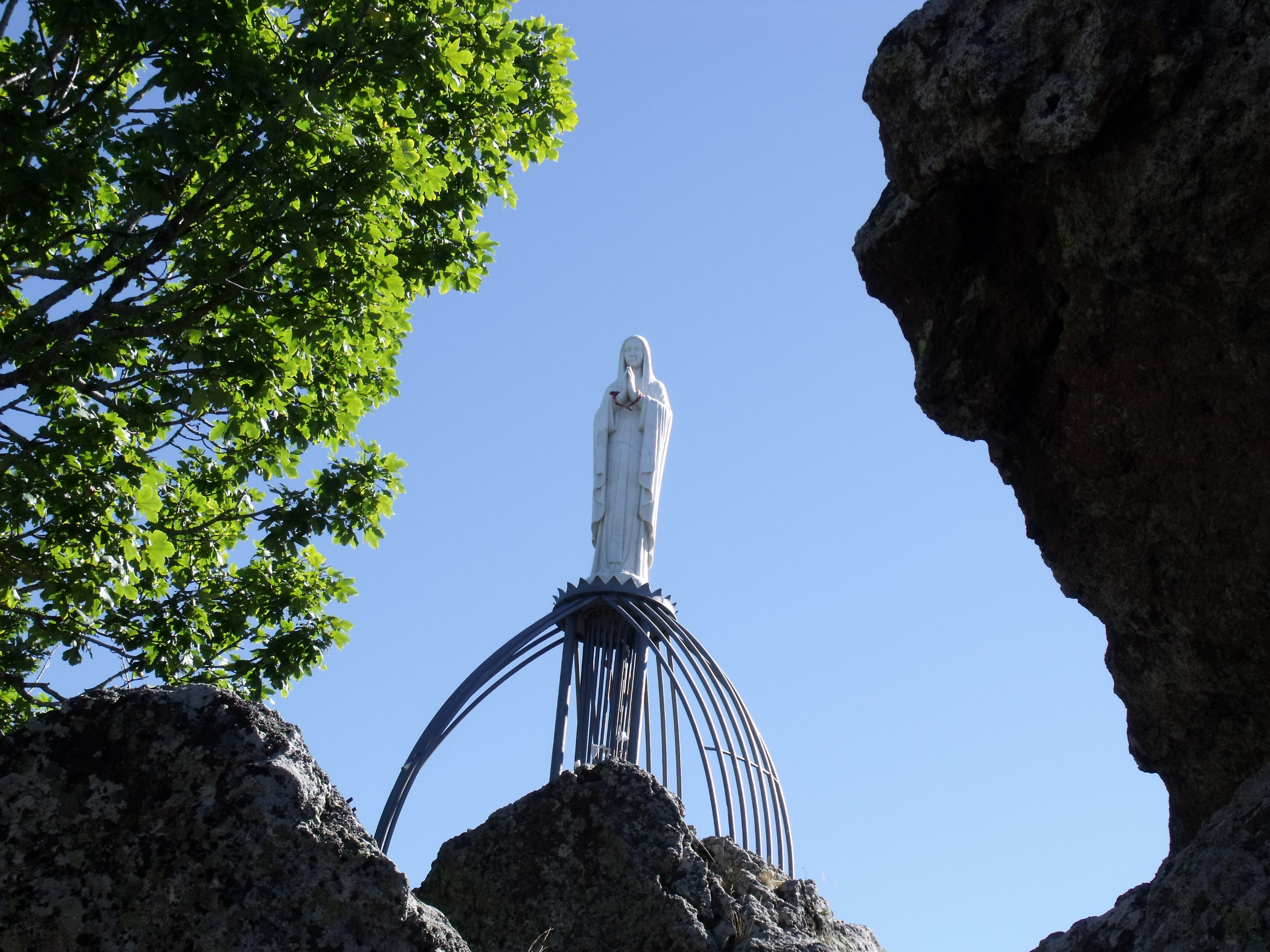
Statue Madonna degli Scouts

Erstmals erwähnt wird der Ort in einem Dokument zu den Karten des Codex Diplomaticus Amiatinus aus dem Jahr 787. Besonderen Einfluss auf die Gegend hatte die Familie der Aldobrandeschi, die im Mittelalter vom 10. bis zum 12. Jahrhundert in den meisten Orten die Macht ausübte und Burgen besaß. Danach übernahm zunehmend Siena die Herrschaft (bis 1555, als Siena sich Florenz ergeben musste). Aus dem Jahr 1558 stammt von dem Kartograf Ieronico Bell’Amato eine Landkarte, in dem der Berg als Monte Tuniata bezeichnet wird. Als Montagnata erscheint er 1612. Zudem waren die Namen Monte di Siena oder Monte di Santa Fiora verbreitet. Giovanna Arcamone, Professorin an der Universität Pisa, führte 1986 die Theorie ein, dass die Namensherkunft sich auf das deutsche Wort Heimat bezieht und dann in die Langobardische Sprache transformiert wurde.
Bergbau wurde ab der Mitte des 19. Jahrhunderts betrieben, wobei schon die Etrusker und die Römer das Potential auszuschöpfen versuchten. Das erste Bergwerk entstand 1847 nahe dem Fluss Siele, heute Ortsgebiet von Castell’Azzara. Die wichtigsten Bergwerke wurden ab 1897 in Abbadia San Salvatore errichtet, als deutsche Kapitalgeber hier investierten. Das Ende des Bergbaus am Amiate wurde in den 1950er Jahren besiegelt. 1977 schloss das letzte Werk. Das 22 m hohe eiserne Gipfelkreuz wurde 1910 errichtet. Die Initiative stammt von Papst Leo XIII. aus dem Jahr 1900. Architekt war der seneser Luciano Zalaffi. Die zehnjährige Bauzeit ist auf Geldmangel zurückzuführen. Die Konstruktion wurde im Juni 1944 durch die Kriegshandlungen des Zweiten Weltkrieges erheblich beschädigt. Das instandgesetzte Bauwerk wurde dann am 24. August 1946 neu eingeweiht. Die Marmorstatue Madonna degli Scouts, die sich wenige Meter entfernt vom Gipfelkreuz befindet, entstand 1965.

## Vulkan
Im Pleistozän, vor ca. 400.000 bis 200.000 Jahren, war der Vulkan aktiv. Der Amiata ist zwar seit 180.000 Jahren nicht mehr ausgebrochen, heiße Quellen und Geysire weisen jedoch noch immer auf seinen vulkanischen Ursprung hin. Diese werden entsprechend zur geothermalen Energiegewinnung genutzt, z. B. das geothermische Elektrizitätswerk in Piancastagnaio mit einer Kapazität von 140 MW.
Vulkanischen Ursprungs sind auch die abgebauten Zinnobervorkommen am Monte Amiata, aus denen in Abbadia San Salvatore bis Ende der 1970er-Jahre industriell Quecksilber gewonnen wurde.

## Tier- und Pflanzenwelt
Die Hänge sind größtenteils mit Kastanien, Buchen, Fichten (pigello) und Eichen dicht bewaldet. In der Tierwelt begegnet man neben anderen Arten auch Schlangenadler, Schmutzgeier, Lannerfalke und Wolf.

## Tourismus
Der Berg ist zum Skilaufen geeignet, oft liegt der Schnee bis ins Frühjahr.
Die Wanderwege befinden sich hauptsächlich in der Waldzone, führen aber auch in die Nähe von Bergwerken aus dem 19. Jahrhundert und durch mittelalterliche Orte, die vor allem entlang der Via Cassia, hier identisch mit der Frankenstraße, entstanden: Abbadia San Salvatore, Piancastagnaio mit einer gut erhaltenen Festung.
Andere Sehenswürdigkeiten sind die Naturschutzgebiete, darunter der des Monte Labbro, Pescinello, der Wald von Rocconi; die Kastanienwälder von Castel del Piano; der Skulpturenpark Il Giardino von Daniel Spoerri in Seggiano; Castell’Azzara mit der Renaissance-Villa La Sforzesca, oder die Ortsteile von Castiglione d’Orcia: die Thermalbäder von Bagni San Filippo, die Festung von Rocca d’Orcia und die Monumente von Campiglia d’Orcia.